# روبرتو غيرا بيريز
روبرتو غيرا بيريز هو صحفي كوبي، ولد في 19 سبتمبر 1978.